# Райхенбах (Баумгольдер)
Райхенбах (нім. Reichenbach) — громада в Німеччині, розташована в землі Рейнланд-Пфальц. Входить до складу району Біркенфельд. Складова частина об'єднання громад Баумгольдер.
Площа — 11,13 км2. Населення становить 538 ос. (станом на 31 грудня 2020).